# منزل يزدي
منزل يزدي (بالفارسية: خانه یزدی‌ها) هو منزل تاريخي يعود إلى عصر القاجاريون، ويقع في قزوين.